# Сборная Индии по футболу
Сбо́рная И́ндии по футбо́лу — национальная команда, представляющая Индию в международных матчах и турнирах по футболу. Контролируется и управляется Всеиндийской футбольной федерацией, которая была основана в 1937 году. Член ФИФА с 1948 года, член АФК с 1954 года, член ФФЮА с 1997 года.
Сборная Индии являлась одной из сильнейших сборных Азии до середины XX века. В Кубке Азии 1964 года сборная Индии выиграла серебряные медали, а в футбольных турнирах Азиатских игр того периода являлась одним из фаворитов турнира, став чемпионом два раза и выиграв бронзовые медали один раз. С конца XX века индийский футбол пошёл на спад. В настоящее время сборная Индии, и весь индийский футбол в целом, является ведущей лишь в своём регионе, то есть в Южной Азии.

## История
- All India Football Association была основана в 1937 г.
- Членство в ФИФА — с 1948 г.
- Рейтинг ФИФА — 126, AFC — 22.
- Цвета национальной сборной — светло-голубые футболки, темно-голубые трусы.

## Выступления на международных турнирах

### Чемпионат мира
- 1950 — согласилась на участие[2], но позже отказалась
- 1954 — не была допущена ФИФА к участию в квалификации
- 1958 — 1970 — не участвовала
- 1974 — 1986 — не прошла квалификацию
- 1990 — не участвовала
- 1994 — 2026 — не прошла квалификацию

### Олимпийские игры
- 1956 — 4-е место

### Кубок Азии
- 1956 — не участвовала
- 1960 — не прошла квалификацию
- 1964 — второе место
- 1972 — 1980 — не участвовала
- 1984 — групповой этап
- 1988 — 2007 — не смогла выйти в финальную стадию
- 2011 — групповой этап
- 2015 — не прошла квалификацию
- 2019 — групповой этап
- 2023 — групповой этап

### Азиатские игры
- 1951 — чемпион
- 1962 — чемпион
- 1970 — 3-е место

### Кубок Вызова Азиатской конфедерации футбола
- 2006 — четвертьфинал
- 2008 — чемпион
- 2010 — групповой этап

### Кубок Южноазиатской футбольной федерации
- Чемпион (7): 1993, 1997, 1999, 2005, 2009, 2011, 2015
- Второе место (3): 1995, 2008, 2013

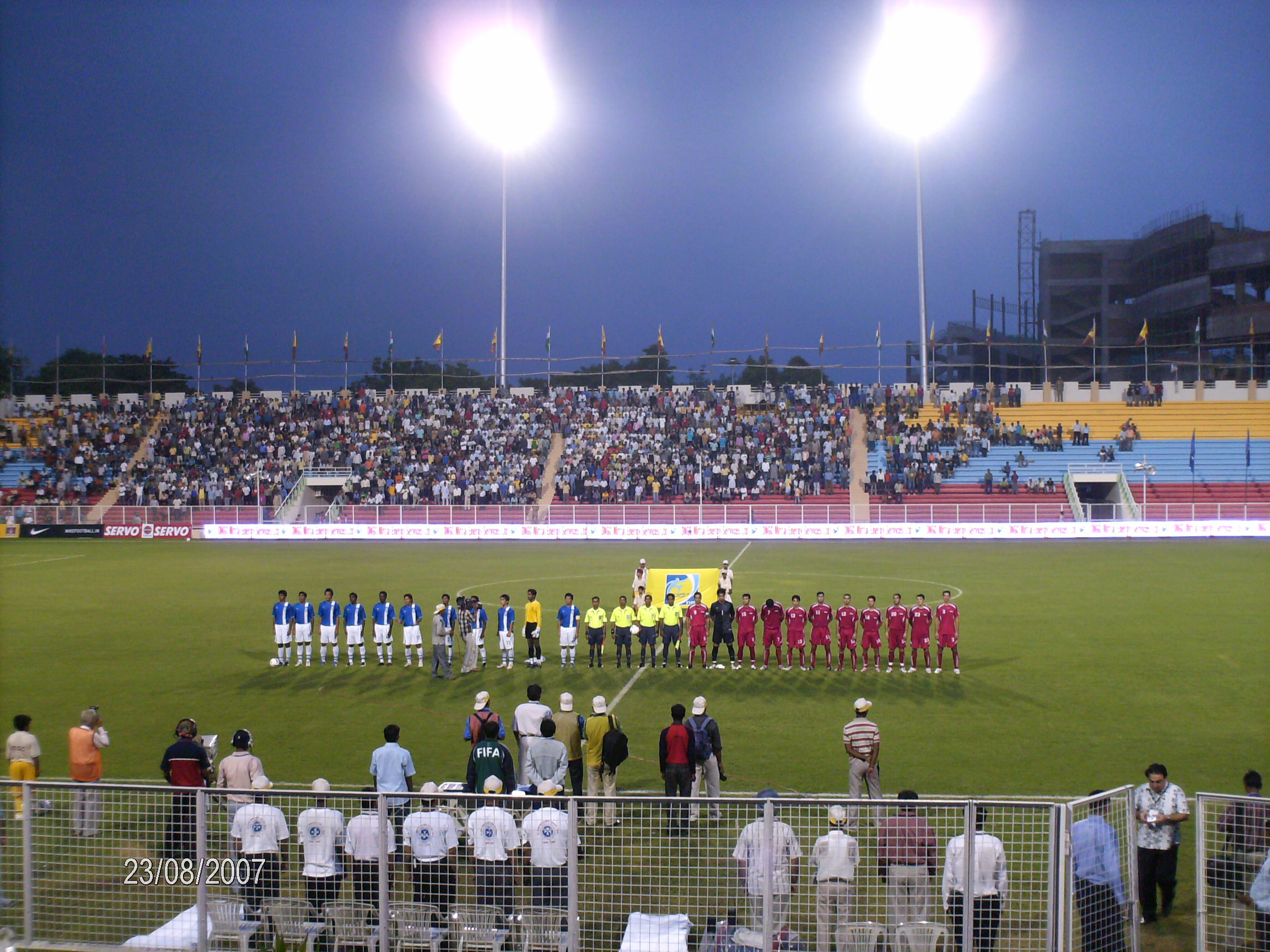
Перед матчем Индия — Сирия. Кубок Неру, финал-2007.

- Третье место (1): 2003

### Южноазиатские игры
- Чемпион (3): 1985, 1987, 1995
- Второе место (2): 1993, 2004
- Третье место (2): 1989, 1999

### Кубок Неру
- 2007 — чемпион
- 2009 — чемпион
- 2012 — чемпион

### Кубок Дружбы
- 1971-1983 — не участвовала
- 1985 — четвертьфинал
- 1987-1991 — не прошла квалификацию
- 1993 — чемпион
- 1995 — групповой этап
- 1997 — 2-е место
- 1999 - групповой этап
- 2002 - 1/8 финала
- 2004 - групповой этап
- 2007 - чемпион
- 2011 - чемпион
- 2015 - 3-е место
- 2017 - 1/8 финала

## Состав
Следующие игроки попали в финальный состав на отборочные матчи чемпионата мира по футболу 2022 года.
| 1  | Вр  | Гурприт Сингх Сандху | 3 февраля 1992 (33 года)  | 42  | 0  | Бенгалуру        |  |  |
| 13 | Вр  | Дхирадж Сингх        | 4 июля 2000 (24 года)     | 0   | 0  | Гоа              |  |  |
| 23 | Вр  | Амриндер Сингх       | 27 мая 1993 (31 год)      | 6   | 0  | Мохун Баган      |  |  |
|    |     |                      |                           |     |    |                  |  |  |
| 19 | Защ | Акаш Мишра           | 27 ноября 2001 (23 года)  | 3   | 0  | Хайдарабад       |  |  |
| 6  | Защ | Адил Хан             | 7 июля 1988 (36 лет)      | 12  | 1  | Хайдарабад       |  |  |
| 2  | Защ | Рахул Бхеке          | 6 декабря 1990 (34 года)  | 12  | 0  | Бенгалуру        |  |  |
| 4  | Защ | Чингленсана Сингх    | 27 ноября 1996 (28 лет)   | 3   | 0  | Хайдарабад       |  |  |
| 24 | Защ | Нарендер Гахлот      | 24 января 2001 (24 года)  | 3   | 1  | Джамшедпур       |  |  |
| 5  | Защ | Сандеш Джинган       | 21 июля 1993 (31 год)     | 40  | 4  | Мохун Баган      |  |  |
| 20 | Защ | Притам Котал         | 8 сентября 1993 (31 год)  | 38  | 0  | Мохун Баган      |  |  |
| 3  | Защ | Субашиш Бос          | 18 августа 1995 (29 лет)  | 21  | 0  | Мохун Баган      |  |  |
|    |     |                      |                           |     |    |                  |  |  |
| 27 | ПЗ  | Лаллианзуала Чхангте | 8 июня 1997 (27 лет)      | 13  | 4  | Ченнайин         |  |  |
| 12 | ПЗ  | Бипин Сингх          | 10 марта 1995 (30 лет)    | 3   | 0  | Мумбаи Сити      |  |  |
| 21 | ПЗ  | Суреш Вангджам       | 7 августа 2000 (24 года)  | 4   | 0  | Бенгалуру        |  |  |
| 22 | ПЗ  | Ашик Куруниян        | 18 июня 1997 (27 лет)     | 21  | 1  | Бенгалуру        |  |  |
| 15 | ПЗ  | Уданта Сингх         | 14 июня 1996 (28 лет)     | 29  | 1  | Бенгалуру        |  |  |
| 25 | ПЗ  | Роуллин Борхес       | 5 июня 1992 (32 года)     | 34  | 2  | Мумбаи Сити      |  |  |
| 8  | ПЗ  | Глан Мартинс         | 1 июля 1994 (30 лет)      | 3   | 0  | Гоа              |  |  |
| 10 | ПЗ  | Брэндон Фернандес    | 20 сентября 1994 (30 лет) | 9   | 0  | Гоа              |  |  |
| 7  | ПЗ  | Сахал Абдул Самад    | 1 апреля 1997 (28 лет)    | 10  | 0  | Керала Бластерс  |  |  |
| 26 | ПЗ  | Мохаммад Ясир        | 14 апреля 1998 (26 лет)   | 3   | 0  | Хайдарабад       |  |  |
| 16 | ПЗ  | Лаленгмавиа          | 17 октября 2000 (24 года) | 4   | 0  | Норт-Ист Юнайтед |  |  |
| 14 | ПЗ  | Халдер, Пронай       | 25 февраля 1993 (32 года) | 21  | 1  | Мохун Баган      |  |  |
|    |     |                      |                           |     |    |                  |  |  |
| 11 | Нап | Сунил Четри          | 3 августа 1984 (40 лет)   | 118 | 74 | Бенгалуру        |  |  |
| 9  | Нап | Манвир Сингх         | 7 ноября 1995 (29 лет)    | 20  | 4  | Мохун Баган      |  |  |
| 17 | Нап | Листон Колако        | 12 ноября 1998 (26 лет)   | 4   | 0  | Мохун Баган      |  |  |
| 18 | Нап | Ишан Пандита         | 26 мая 1998 (26 лет)      | 2   | 0  | Гоа              |  |  |